# Écollemont

Écollemont este o comună în departamentul Marne, Franța. În 2009 avea o populație de 58 de locuitori.